# 16578 Essjayess
16578 Essjayess este un asteroid din centura principală de asteroizi.

## Descriere
16578 Essjayess este un asteroid din centura principală de asteroizi. A fost descoperit pe 29 martie 1992 la Siding Spring de Duncan I. Steel. Asteroidul prezintă o orbită caracterizată de o semiaxă mare de 2,26 ua, o excentricitate de 0,12 și o înclinație de 24,7° în raport cu ecliptica.